# Сулейман Дукара
Сулейман Дукара (фр. Souleymane Doukara, нар. 29 вересня 1991, Медон) — сенегальський футболіст, нападник клубу «Антальяспор».
Виступав, зокрема, за клуб «Лідс Юнайтед».

## Ігрова кар'єра
Народився 29 вересня 1991 року в місті Медон. Вихованець юнацьких команд футбольних клубів «СА Парі» та «Парі УС».
У дорослому футболі дебютував 2008 року виступами за команду клубу «Ровіго», в якій провів три сезони, взявши участь у 76 матчах чемпіонату.
Згодом з 2011 по 2014 рік грав у складі команд клубів «Вібонезе», «Катанія» та «Юве Стабія» (на правах оренди).
Своєю грою за останню команду привернув увагу представників тренерського штабу клубу «Лідс Юнайтед», до складу якого приєднався 2014 року. Відіграв за команду з Лідса наступні три сезони своєї ігрової кар'єри. Більшість часу, проведеного у складі «Лідс Юнайтед», був основним гравцем атакувальної ланки команди.
Протягом 2017—2018 років захищав кольори команди клубу «Османлиспор».
До складу клубу «Антальяспор» приєднався 2018 року. Станом на 16 травня 2019 року відіграв за команду з Анталії 39 матчів в національному чемпіонаті.

## Статистика виступів

### Статистика клубних виступів
| Сезон                    | Команда                  | Чемпіонат                | Чемпіонат | Чемпіонат | Національний кубок | Національний кубок | Національний кубок | Континентальні кубки | Континентальні кубки | Континентальні кубки | Інші змагання | Інші змагання | Інші змагання | Усього | Усього |
| Сезон                    | Команда                  | Ліга                     | Ігор      | Голів     | Ліга               | Ігор               | Голів              | Ліга                 | Ігор                 | Голів                | Ліга          | Ігор          | Голів         | Ігор   | Голів  |
| ------------------------ | ------------------------ | ------------------------ | --------- | --------- | ------------------ | ------------------ | ------------------ | -------------------- | -------------------- | -------------------- | ------------- | ------------- | ------------- | ------ | ------ |
| 2008–09                  | «Ровіго»                 | 2D                       | 7         | 0         | КІ                 | 0                  | 0                  | -                    | -                    | -                    | -             | -             | -             | 7      | 0      |
| 2009–10                  | «Ровіго»                 | D                        | 33        | 5         | КІ-D               | 1                  | 1                  | -                    | -                    | -                    | -             | -             | -             | 34     | 6      |
| 2010–11                  | «Ровіго»                 | D                        | 36        | 6         | КІ-D               | 1                  | 1                  | -                    | -                    | -                    | -             | -             | -             | 37     | 7      |
| Усього за «Ровіго»       | Усього за «Ровіго»       | Усього за «Ровіго»       | 76        | 11        |                    | 2                  | 2                  |                      | -                    | -                    |               | -             | -             | 78     | 13     |
| 2011–12                  | Вібонезе                 | 2D                       | 37        | 13        | КІ-LP              | 4                  | 1                  | -                    | -                    | -                    | -             | -             | -             | 41     | 14     |
| 2012–13                  | «Катанія»                | A                        | 12        | 0         | КІ                 | 2                  | 0                  | -                    | -                    | -                    | -             | -             | -             | 14     | 0      |
| 2013                     | «Катанія»                | A                        | 1         | 0         | КІ                 | 0                  | 0                  | -                    | -                    | -                    | -             | -             | -             | 1      | 0      |
| Усього за «Катанію»      | Усього за «Катанію»      | Усього за «Катанію»      | 13        | 0         |                    | 2                  | 0                  |                      | -                    | -                    |               | -             | -             | 15     | 0      |
| 2013–14                  | «Юве Стабія»             | B                        | 21        | 6         | КІ                 | 0                  | 0                  | -                    | -                    | -                    | -             | -             | -             | 21     | 6      |
| 2014–15                  | «Лідс Юнайтед»           | FLC                      | 25        | 5         | КА+КЛ              | 1+1                | 0+2                | -                    | -                    | -                    | -             | -             | -             | 27     | 7      |
| 2015–16                  | «Лідс Юнайтед»           | FLC                      | 23        | 3         | FA Cup+КЛ          | 3+1                | 2+0                | -                    | -                    | -                    | -             | -             | -             | 27     | 5      |
| 2016–17                  | «Лідс Юнайтед»           | FLC                      | 34        | 6         | FA Cup+КЛ          | 2+3                | 0                  | -                    | -                    | -                    | -             | -             | -             | 39     | 6      |
| Усього за «Лідс Юнайтед» | Усього за «Лідс Юнайтед» | Усього за «Лідс Юнайтед» | 82        | 14        |                    | 11                 | 4                  |                      | -                    | -                    |               | -             | -             | 93     | 18     |
| 2017-2018                | «Османлиспор»            | СЛ                       | 15        | 2         | КТ                 | 4                  | 3                  | -                    | -                    | -                    | -             | -             | -             | 19     | 5      |
| 2018                     | «Антальяспор»            | СЛ                       | 14        | 6         | КТ                 | -                  | -                  | -                    | -                    | -                    | -             | -             | -             | 14     | 6      |
| 2018–19                  | «Антальяспор»            | СЛ                       | 25        | 10        | КТ                 | 1                  | 0                  | -                    | -                    | -                    | -             | -             | -             | 26     | 11     |
| Усього за кар'єру        | Усього за кар'єру        | Усього за кар'єру        | 283+4     | 63        |                    | 24                 | 9                  |                      | -                    | -                    |               | -             | -             | 301    | 73     |